# ブルタール級河川砲艦
ブルタール級河川砲艦（英語: Brutar class river monitor）は、ルーマニア海軍の河川砲艦の艦級
。初期の建造艦をブルタールI級、後期の建造艦をブルタールII級と表記することもある。
ルーマニアのマンガリア造船所によって建造され、1986年から1993年にかけて6隻が就役した。ルーマニア海軍のドナウ川小艦隊に配備されており、2023年時点で5隻が運用中である。
次級としてミハイル・コガルニセアヌ級河川砲艦があり、こちらはブルタールIII級と表記することもある。

## 設計
ドナウ川で運用することを想定した設計で、艦には装甲が施されている。要目は資料により微妙に差異があり、「Jane's Fighting Ships 2015-2016」では満載排水量417t、全長45.7m、幅8m、喫水1.5m、「Conway’s All the Worlds Fighting Ships 1947-1995」では満載排水量が320tで他の要目はJane'sと同じ、「Weyers Flotten Taschenbuch 2008/2010」では排水量410t、全長50.7ｍ、幅8ｍ、喫水1.6ｍとなっている。機関にはディーゼルエンジンを2基搭載し2軸で推進、最大速力は16ノットまたは18ノットである。

## 装備
武装としては、艦首に100mm砲塔を1基（105ｍｍとする資料もある）、30mm連装機関砲を1基、14.5mm4連装機関銃を2基、同単装機関銃を2基（2連装とする資料もある）、BM-21多連装ロケット発射機を2基装備している。射撃統制システムはなく、対空火器は有人操作式である。
電子装備としてはIバンドの航海レーダーがある。

## 近代化
限定的な近代化改修が始まっており、エンジンや航法装置、レーダーなどが新型化され、前方監視型赤外線装置の追加などが行われている。しかし兵装はそのままで、近い将来の改修も予定されていない。

## 同型艦
| 番号   | 艦名    | 建造所           | 就役            |
| ------ | ------- | ---------------- | --------------- |
| 94     | Grivita | マンガリア造船所 | 1986年 11月21日 |
| 95→176 | Rahova  | マンガリア造船所 | 1988年 4月14日  |
| 177    | Opanez  | マンガリア造船所 | 1990年 7月24日  |
| 178    | Smardan | マンガリア造船所 | 1990年 7月24日  |
| 179    | Posada  | マンガリア造船所 | 1992年 5月14日  |
| 180    | Rovine  | マンガリア造船所 | 1993年 6月30日  |